# Diagnostický a statistický manuál duševních poruch
Diagnostický a statistický manuál duševních poruch (anglicky: Diagnostic and Statistical Manual of Mental Disorders, odtud zkratka DSM) je mezinárodně používaná příručka Americké psychiatrické společnosti (APA) pro klasifikaci a statistiku duševních poruch.

## Popis
DSM je sice americká národní klasifikace duševních poruch, na rozdíl od Mezinárodní klasifikace nemocí (MKN, ICD) je však podrobnější a konkrétnější, takže se používá jako rozšíření a doplnění její psychiatrické části. Původně vznikla pro potřeby statistiky a srovnávání psychiatrických diagnóz, mimo jiné pro potřeby americké armády. Poprvé vyšla roku 1952, verze DSM-IV-TR vyšla roku 2000, v roce 2013 vyšla verze DSM-5. Nejnověji vyšla v roce 2022 revize DSM-5-TR (česky 2024).
Autoři upozorňují, že příručka je určena k praktickému usnadnění práce odborníkům – psychologům a psychiatrům.

## České vydání
- Kol. autorů. DSM-5. Praha: Hogrefe a Portál, 2015. 1088 s. ISBN 978-80-86471-52-5.
- Diagnostická kritéria DSM-5-TR. Příprava vydání Mohr, Pavel; Libiger, Jan, Pavlovský, Pavel. Praha: Hogrefe, 2024. 308 s. ISBN 978-8086471-65-5.